# À l'assaut de la montagne
Pour plus de détails, voir Fiche technique et Distribution.
À l'assaut de la montagne, partie 1 : Dans la tempête et la glace (Im Kampf mit dem Berge) est un film documentaire muet allemand réalisé en octobre 1920 par le pionnier du film de montagne Arnold Fanck et sorti en 1921. 
Le sujet est l'ascension du Liskamm — un sommet des Alpes valaisannes culminant à 4 527 mètres d'altitude — par les skieurs Hannes Schneider et Ilse Rohde. 
Le tournage du documentaire a pris trois jours pour un coût de production de 4 000 francs suisses et a été réalisé avec une caméra à manivelle. Le projet était de réaliser une trilogie, mais seulement la première partie fut tournée.